# جولیو آنتامورو
جولیو آنتامورو (ایتالیایی: Giulio Antamoro؛ ۱ ژوئیه ۱۸۷۷ – ۸ دسامبر ۱۹۴۵) کارگردان فیلم اهل پادشاهی ایتالیا بود.
از فیلم‌های وی می‌توان به فرشته سپید اشاره کرد.